# Stanisław Robaszkiewicz
Stanisław Józef Robaszkiewicz (ur. 25 września 1947 w Myślibórzu, zm. 7 czerwca 2017) – polski fizyk, profesor nauk fizycznych, specjalizujący się w fizyce fazy skondensowanej i fizyce teoretycznej, nauczyciel akademicki Uniwersytetu im. Adama Mickiewicza w Poznaniu.

## Życiorys
Studia z fizyki ukończył na poznańskim UAM w 1970, gdzie następnie został zatrudniony i zdobywał kolejne awanse akademickie. Doktoryzował się w 1976, a habilitację otrzymał w 1986. Tytuł naukowy profesora nauk fizycznych został mu nadany w 1991 roku. Zagraniczne wizyty naukowe odbywał m.in. w szwedzkim Linköping, francuskim CNRS Grenoble, włoskim Trieście oraz Turynie.
Na macierzystym Wydziale Fizyki UAM pracował jako profesor zwyczajny i od momentu utworzenia w 1989 roku kierował Zakładem Stanów Elektronowych Ciała Stałego. Prowadził zajęcia m.in. z fizyki przemian fazowych w układach elektronowych, nanostrukturach i sieciach optycznych oraz uporządkowania elektronowego w fazie skondensowanej. W pracy badawczej zajmował się m.in. takimi zagadnieniami jak: silnie skorelowane układy elektronowe i bozonowe, przemiany fazowe i zjawiska krytyczne, nadprzewodnictwo i nadciekłość, kwantowy magnetyzm, uporządkowania ładunkowe i orbitalne, przejścia izolator-metal, mieszana i niejednorodna walencyjność, teoria silnych oddziaływań elektron-fonon (elektron-kwazibozon), separacje fazowe, układy nieuporządkowane, układy niskowymiarowe (o zredukowanej wymiarowości) oraz ultrazimne gazy kwantowe, sieci optyczne bozonowe i fermionowe.
Był członkiem Polskiego Towarzystwa Fizycznego. Swoje prace publikował m.in. w "Physical Review B", "Journal of Physics: Condensed Matter", "Reviews of Modern Physics" oraz "Acta Physica Polonica". Zasiadał w radzie naukowej poznańskiego Centrum NanoBioMedycznego.